# Rogolji
Rogolji är ett samhälle i Bosnien och Hercegovina.   Det ligger i entiteten Republika Srpska, i den norra delen av landet, 160 km nordväst om huvudstaden Sarajevo. Rogolji ligger 97 meter över havet och antalet invånare är 715.
Terrängen runt Rogolji är platt. Närmaste större samhälle är Bosanska Gradiška, 8,7 km norr om Rogolji. 
Trakten runt Rogolji består till största delen av jordbruksmark. Runt Rogolji är det ganska tätbefolkat, med 67 invånare per kvadratkilometer.